# 波默海耶廊街

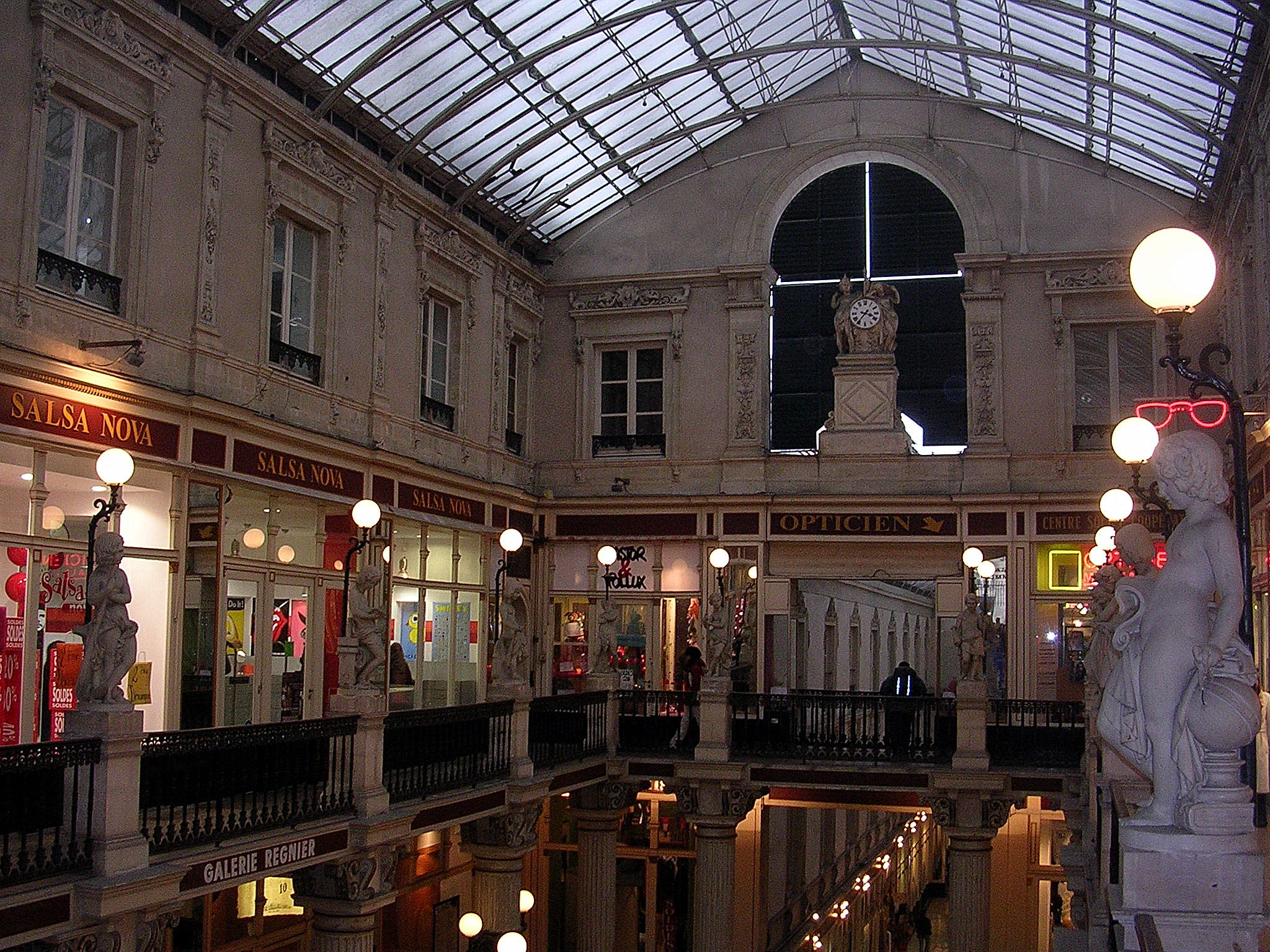
波默海耶廊街

波默海耶廊街（Passage Pommeraye）位于法国南特市中心，得名于其开发商路易·波默海耶。它始建于1840年，1843年7月4日完成。波默海耶廊街介于桑特伊街与Fosse街之间，两条街的高差达到9.4米。在廊街的中途有台阶，两端属于两个楼层。两位建筑师Jean-Baptiste Buron和Hippolyte Durand Gasselin负责设计了非常复杂的装饰，以及文艺复兴风格雕塑。波默海耶廊街于1976年被法国文化部列为法国历史古迹。
波默海耶廊街曾出现于好几部电影中。

## 参考文献

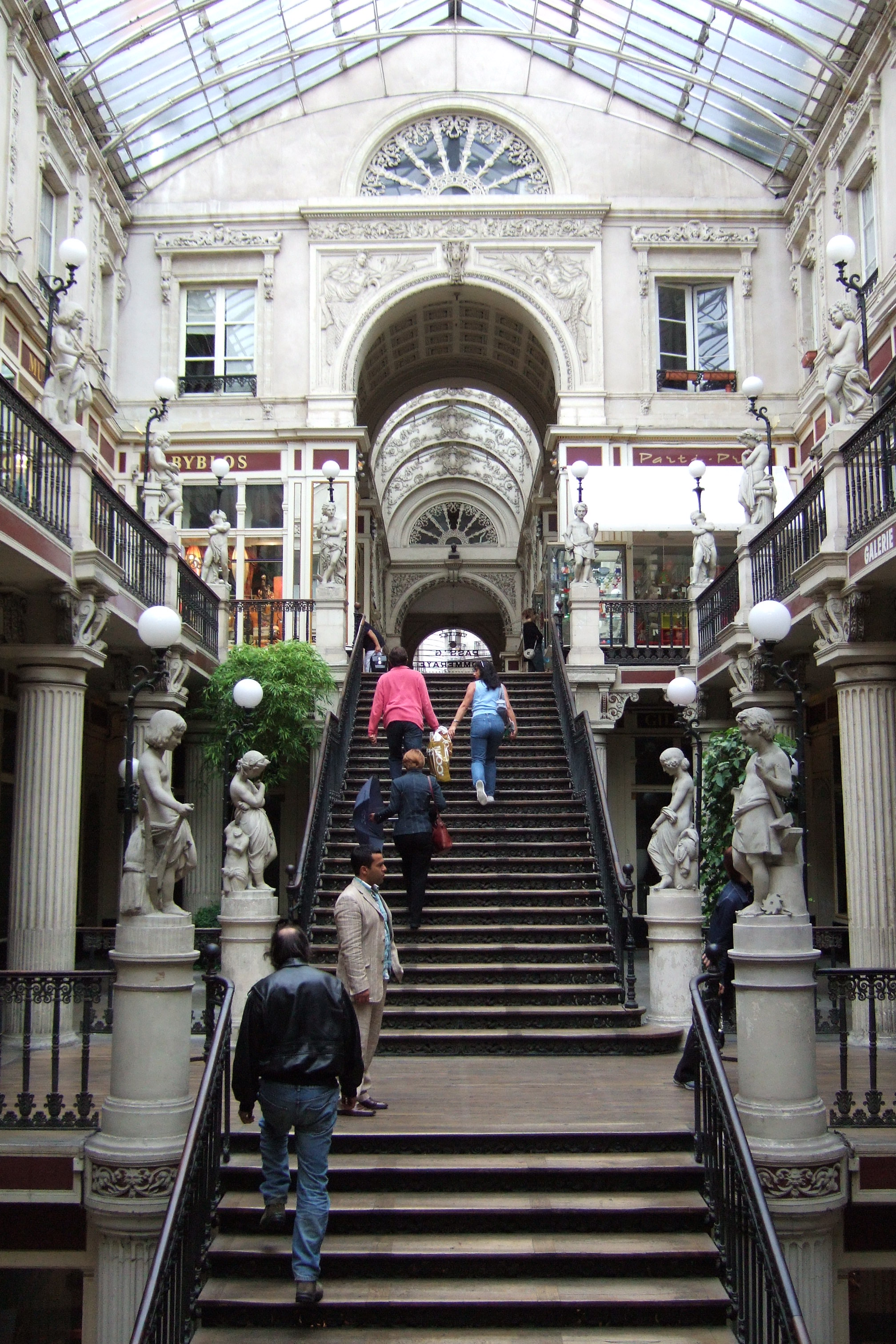
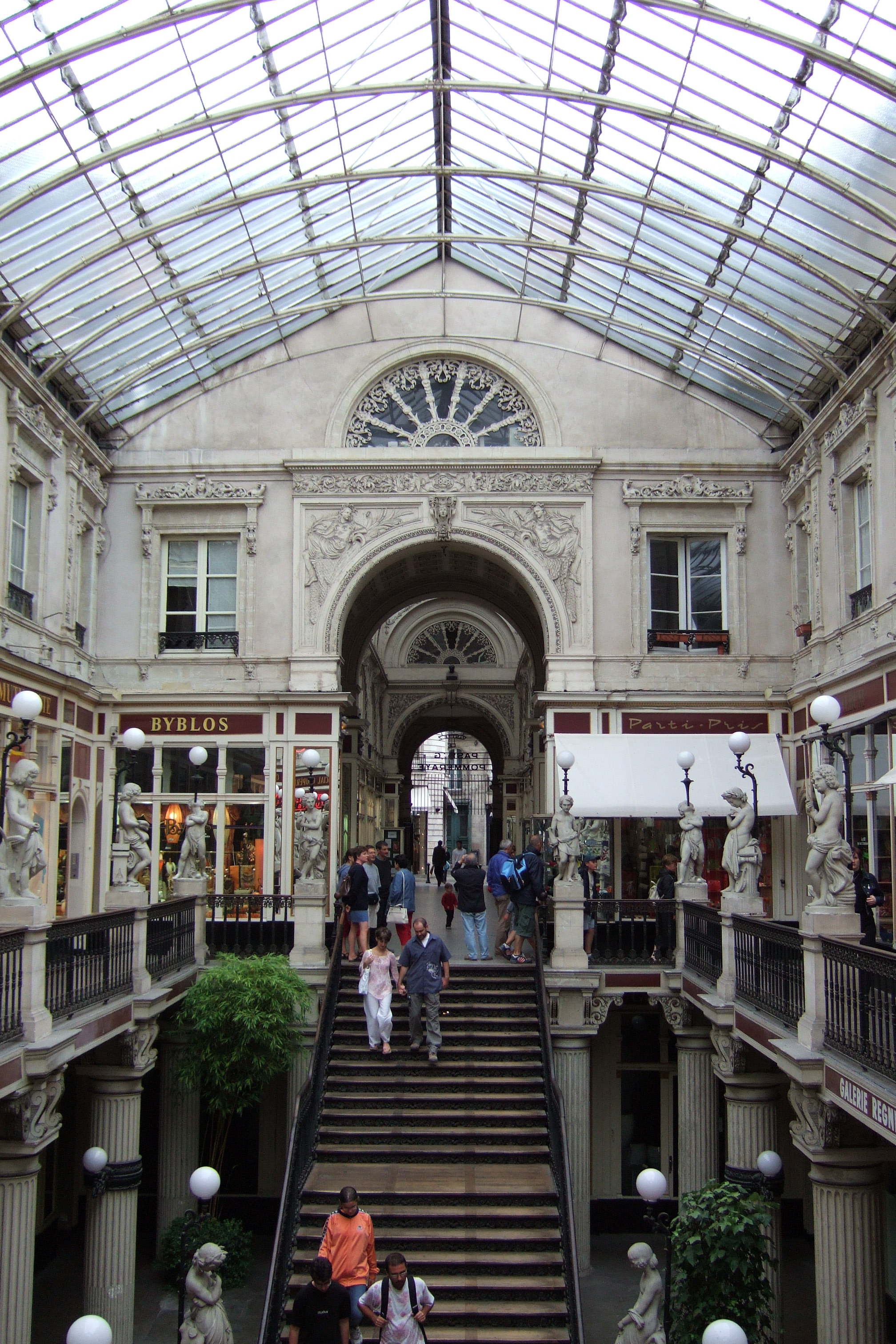
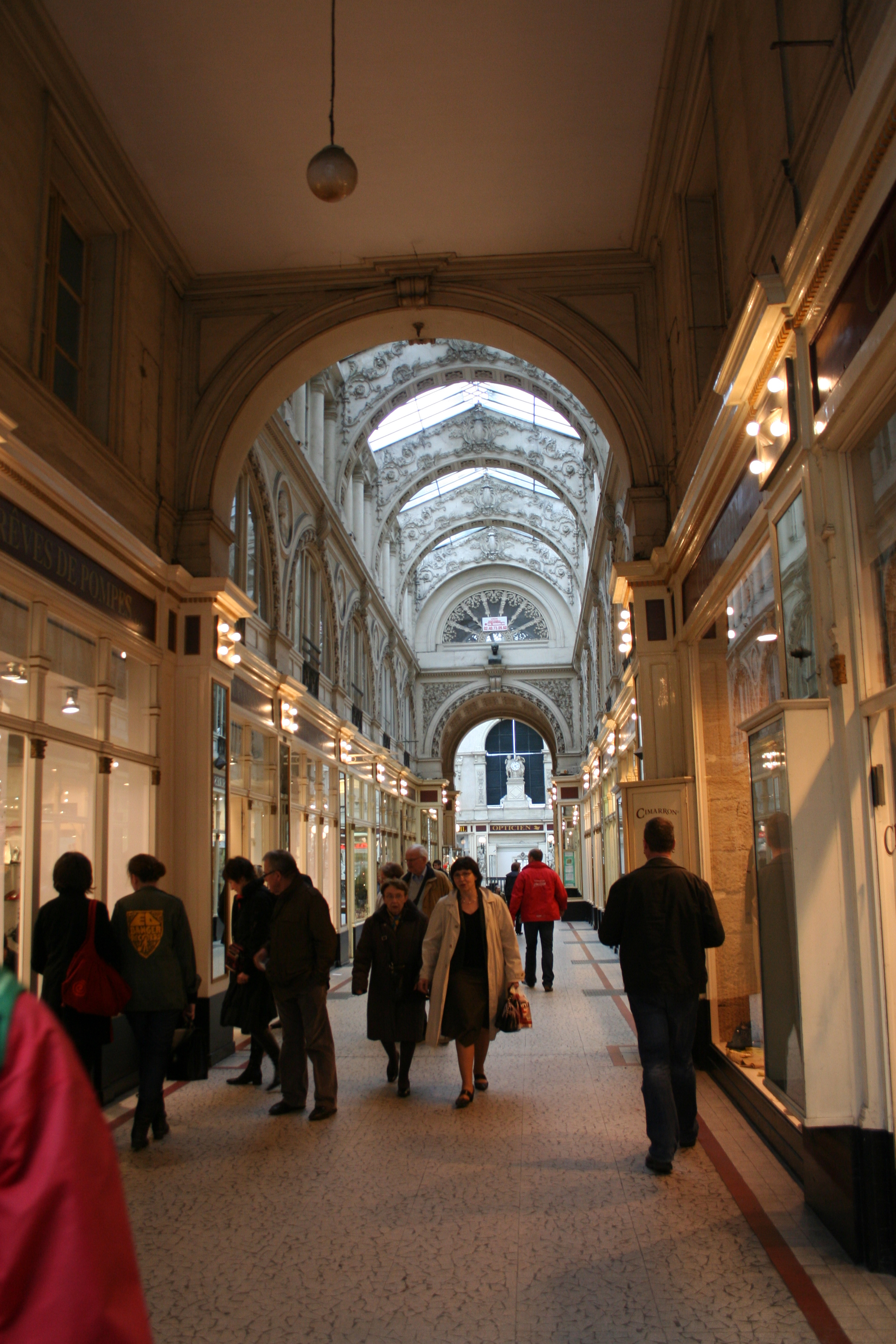
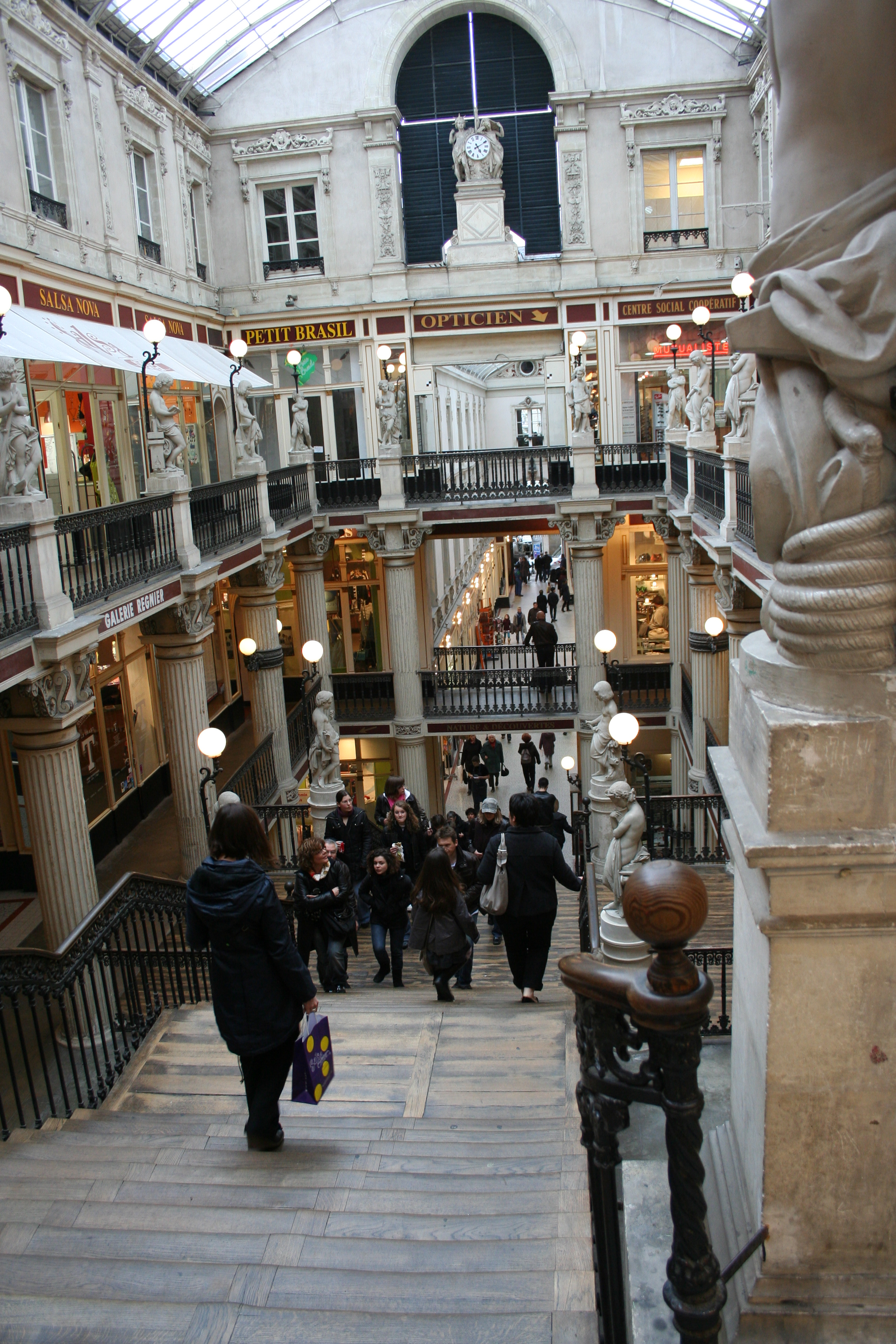
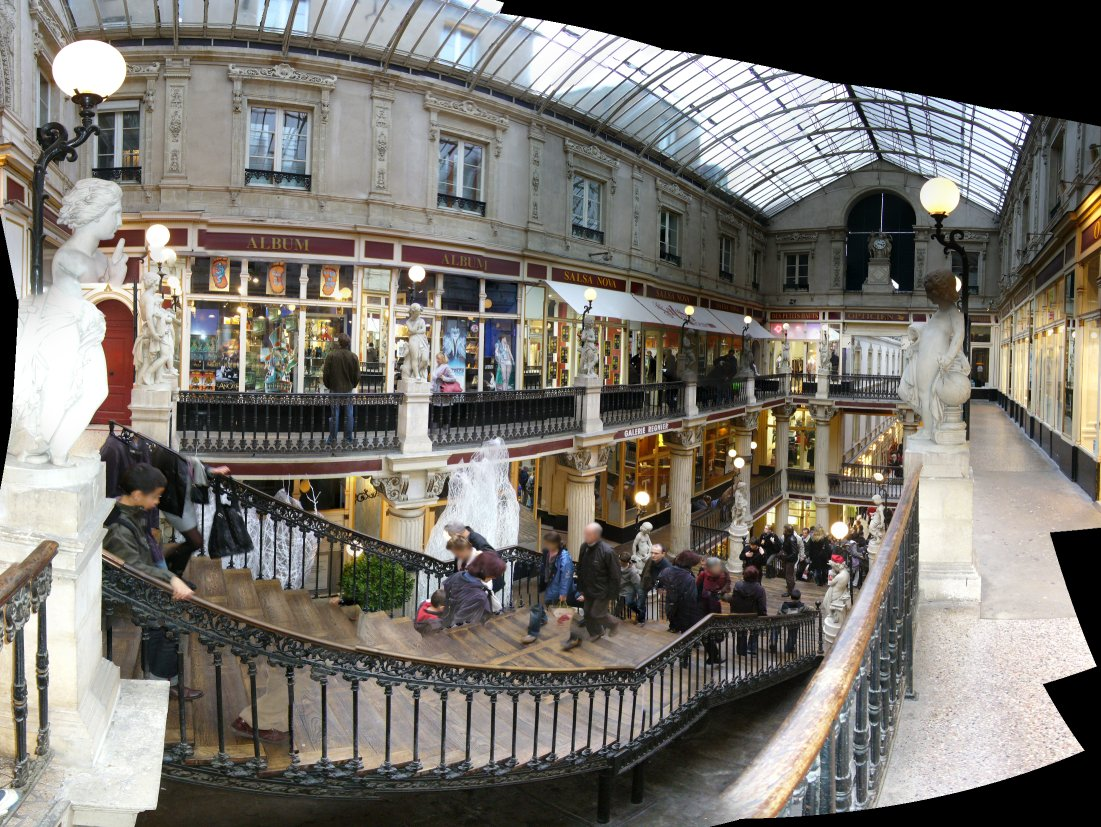